# Rzeźba tektoniczna
Rzeźba tektoniczna – typ krajobrazu, którego główne cechy zostały ukształtowane przez ruchy tektoniczne, a układ wzniesień i obniżeń odpowiada obszarom obecnie wypiętrzanych i obniżanym.
Typowymi składnikami rzeźby tektonicznej są zręby, rowy tektoniczne, zapadliska, krawędzie tektoniczne.
Na tych obszarach częste są trzęsienia ziemi, cechują się one na ogół dużymi wysokościami względnymi i dużą intensywnością procesów rzeźbotwórczych.